# Gènere (biologia)
|  | «gèneres» redirigeix aquí. Vegeu-ne altres significats a «gènere». |

El gènere és una categoria taxonòmica entre la família i l'espècie, agrupa espècies amb un grau important de semblança. Forma part del nom científic de l'espècie, és a dir, del nom binomial (nom del gènere seguit d'un qualificatiu que designa l'espècie) ambdós en una designació de base llatina. Els noms dels gèneres s'escriuen amb lletra cursiva i la inicial en majúscula, per exemple, Homo, Pinus, etc.

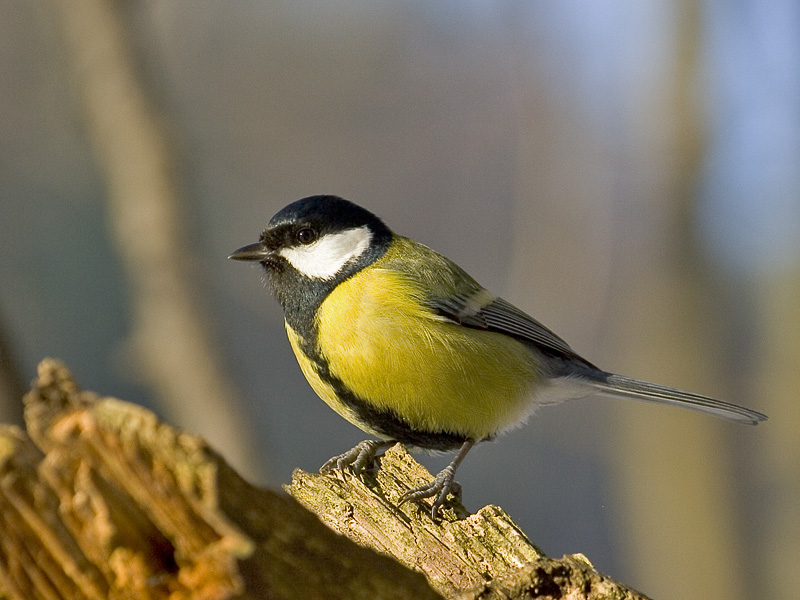
La mallerenga carbonera (Parus major) pertany al gènere Parus

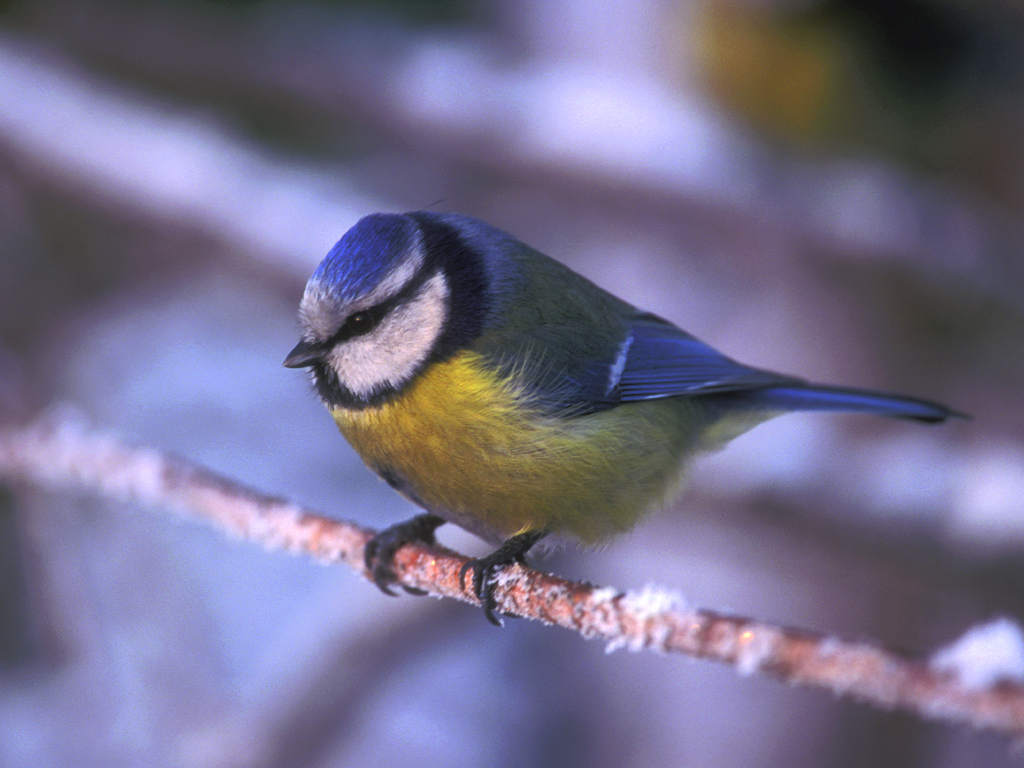
La mallerenga blava (Parus caeruleus) també pertany al gènere Parus

Es tracta d'un concepte abstracte encara que prou intuïtiu, que ja estava present en el vocabulari normal, abans que s'adoptés en la terminologia científica naturalista. Així, els botànics, des de l'antiguitat, identifiquen els diferents tipus de roures, l'alzina, l'alzina surera o el coscoll com a espècies diferents, alhora que els reconeixen a tots en conjunt, com a roures (que avui en dia es troben reunits dins del gènere Quercus). Més modernament, el gènere també es conserva en la classificació filogenètica per indicar un parentiu genètic proper entre diferents espècies.
Qualsevol ésser viu o extingit, en ser descrit, ha de ser adscrit a un gènere, d'acord amb el sistema de nomenclatura binomial establerta per Carl von Linné. Un nom genèric és un nom llatí o llatinitzat en el nominatiu singular (o assimilat). El seu origen pot ser arbitrari (cognom, nom del lloc, cognoms, etc.).
La primera lletra del nom del gènere s'escriu sempre en majúscula i ha de ser escrit en alfabet llatí (s'exclouen accents i signes diacrítics). El nom de l'espècie (també en caràcters llatins) actualment s'escriu sempre en minúscula. Encara que hi ha lligams llatins com æ, œ en les obres antigues, a partir de 1993, l'article 60.6 del Codi Internacional de Nomenclatura Botànica (versió anomenada Tòquio) requereix que se separin aquests lligams:
- "[…] Lligadures -æ, œ- per indicar que aquestes lletres es pronuncien juntes seran substituïdes pels caràcters separats -ae i oe-".

La raó, essencialment pràctica, és facilitar la classificació dels tàxons informatitzats.
Els noms científics, formats per la suma del nom del gènere i l'epítet específic, han d'escriure's dins del text normal emprant caràcters diferenciats (siguin en cursiva o bé en negreta).
Cada gènere conté una o diverses espècies que, al seu torn, es poden subdividir en subespècies o altres categories taxonòmiques secundàries: per exemple, el pingüí emperador (de nom llatí: Aptenodytes forsteri) i el pingüí rei (Aptenodytes patagonicus) són dues espècies diferents pertanyents al gènere Aptenodytes, dins de la família dels pingüins (Spheniscidae).
Algunes disciplines, com la micologia o la botànica, per a classificar amb millor claredat grups taxonòmics especialment complexos, fan servir subdivisions més fines dels gèneres: subgènere, secció, subsecció. També existeixen diverses categories taxonòmiques, més o menys utilitzades, per a agrupar diversos gèneres que puguin haver dins d'una mateixa família especialment complicada: estirp, tribu...
L'espècie humana pertany al gènere Homo, i avui l'única espècie vivent dins d'aquest gènere és l'Homo sapiens, encara que hi ha nombroses espècies fòssils del mateix gènere que poden ser considerades o no com a ancestres nostres.